# Моррис, Артур Генри
Артур Генри Моррис (англ. Arthur Henry Morris; 3 января 1861, Райд, Остров Уайт, Англия, Великобритания — 13 декабря 1939, Виктория, Британская Колумбия, Канада) — британский и канадский военный деятель, полковник Британской армии.
Артур Моррис родился в 1861 году в Англии. Его отец был священником, но сам он избрал военную карьеру. Прослужив некоторое время в Йоркширской артиллерийской милиции, в 1883 году Моррис был призван в Королевский Ирландский полк Британской армии. Принял участие в Суданской экспедиции (1884—1885), бирманской войне (1885—1887), экспедиции против красных каренов (1888), Чин-Лушайской экспедиции (1889—1890), за заслуги в которой был удостоен звания Кавалера ордена «За выдающиеся заслуги». После службы в Азии, в 1899 году Моррис был командирован в Западную Африку, где провёл экспедиции против племён фрафра и дагомба, а также тианси. В 1900 году отличился во время ашантийской экспедиции, сумев захватить и отстоять город Кумаси.
С 1899 по 1904 год Моррис занимал пост главного комиссара Северных территорий Золотого берега, где проводил экономические реформы и активно занимался вовлечением местных племён в политическую систему региона. После ухода с данной должности был возведён в звание Кавалера ордена «За выдающиеся заслуги» и ордена Святого Михаила и Святого Георгия. В 1905 году отбыл в Индию, где занимал посты комендантов нескольких военных школ. В 1913 году вышел в отставку, но после начала Первой мировой войны, в 1915 году снова поступил на военную службу, но на этот раз в экспедиционные силы Армии Канады. В тот период Моррис был комендантом лагеря для интернированных в Амхерсте (Новая Шотландия), где под его началом содержался русский революционер Лев Троцкий.
После окончания войны Моррис ушёл в отставку и поселился в Канаде, где занимался стрельбой, охотой и рыбалкой, а также вёл активную публицистическую деятельность. Скончался в 1939 году, оставив после себя единственного сына.

## Биография

### Молодые годы и образование
Артур Генри Моррис родился 3 января 1861 года в Райде (Остров Уайт), став старшим сыном в семье преподобного Генри Морриса, ректора Уитколла (Линкольншир), и Элизы Джемаймы Моррис, урождённой Бротон. Принадлежал к церкви Англии. Моррис получил образование в Королевском колледже Кентербери.

### Военная карьера
После недолгой службы в Йоркширской артиллерийской милиции, 27 января 1883 года Моррис был призван в Королевский Ирландский полк. Он участвовал в Суданской экспедиции (1884—1885), предпринятой для оказания помощи генералу Чарльзу Гордону, за что был награждён медалью с пряжкой и звездой Хедива в бронзе. После этого Моррис отбыл в Индию. Во время бирманской войны в 1885—1887 годах под командованием бригадного генерала Генри Коллетта служил офицером транспортного сообщения и принял участие в штурме Нья-Кьянга, Канко и Сайлона, за что был удостоен медали с пряжкой. В 1888 году Моррис служил офицером транспортного сообщения при полевой армии Карен и принял участие в экспедиции против красных каренов, за что был упомянут в донесениях и награждён пряжкой. Также Моррис был начальником транспортного сообщения при бирманской колонне в Чин-Лушайской экспедиции 1889—1890 годов, за что был упомянут в донесениях и поощрён официальной благодарностью правительства Индии.
14 ноября 1890 года Королева возвела Морриса в звание Кавалера ордена «За выдающиеся заслуги» за «заслуги во время Чин-Лушайской экспедиции».
С июля 1886 по апрель 1890 года Моррис был офицером специальных служб. В 1891 году он был повышен до капитана. С октября 1893 по октябрь 1898 года Моррис служил адъютантом 18-го полкового округа в Клонмеле. В 1899 году он был командирован в Западную Африку. В феврале и марте 1900 года Моррис возглавлял две экспедиции против племён Северных территорий — фрафра и дагомба, за что дважды был упомянут в донесениях. Во время ашантийской экспедиции 1900 года Моррис командовал колонной, совершившей марш-бросок в 238 миль до Кумаси. Овладев городом после трёхдневных боёв, тяжело раненный Моррис возглавил городской гарнизон. Отстояв Кумаси во время вражеской осады, он также успешно вывел колонну из города. За действия во время ашантийской операции Моррис был награждён медалью с пряжкой, упомянут в донесениях, а также повышен в звании до подполковника. В марте 1902 года он возглавил экспедицию против тианси, за что был упомянут в донесениях. В 1903 году он был временно повышен до полковника.
С июня 1899 года по декабрь 1904 года Моррис занимал должность главного комиссара Северных территорий Золотого берега при губернаторах Фредерике Ходгсоне и Мэттью Натане. На этом посту он пошёл по пути первого комиссара Северных территорий Генри Норткотта, а также его последователя и своего недолгого предшественника Эдвина Спида. Их стратегия заключалась в как можно большей кооптации местных малых племён в политическую структуру крупных централизованных государственных образований, для чего Моррис издал несколько постановлений. Так как Северные территории формально являлись независимым протекторатом, хотя и находившимся под юрисдикцией губернатора Золотого берега, Норткотт, Моррис и Уотерстон заявляли, что их главная цель — «открыть страну и способствовать коммерческому сообщению». Необходимыми условиями этого являлись умиротворение региона и мобилизация рабочей силы для перевозки товаров и строительства дорог, и в этом контексте племенные вожди должны были стать основой «схемы правительства самой простой и экономичной формы». Вместе с тем Моррис отказался от идеи Норткотта о прямом налогообложении подчинённых территорий, поддержав предложение Джозефа Чемберлена, в то время государственного секретаря по делам колоний, о введении «свободного» (принудительного) труда, согласно которому «главный вождь» силой заставлял северных вождей в качестве «подрядчиков» самих находить трудовые ресурсы для выполнения общественных работ. На посту главного комиссара Морриса сменил Алан Уотерстон, вплотную занявшийся вопросом обучения будущих вождей и лидеров племён.
24 июня 1904 года Король возвёл Морриса в звание Кавалера ордена Святого Михаила и Святого Георгия.
В 1905 году Моррис вернулся в Индию. С июня 1906 по январь 1909 года он был комендантом Конной пехотной школы в Индии. 23 ноября 1908 года Моррис был повышен до полковника. С июля 1909 по июль 1913 года он занимал пост коменданта Королевской военной школы герцога Йоркского. В июле 1913 года он ушёл в отставку.
25 октября 1915 года в возрасте 54 лет Моррис был снова призван на военную службу, но на этот раз в Канадские экспедиционные силы. В том же году он стал комендантом лагеря для немецких интернированных в Амхерсте (Новая Шотландия). Среди содержавшихся в лагере некоторое время был русский революционер Лев Троцкий, которого Моррис считал «опасным для союзников вообще». Троцкий впоследствии писал, что разговаривал «без должной почтительности» с Моррисом — «он прорычал за моей спиною: „Попался бы он мне на южноафриканском побережье…“. Это вообще была его любимая поговорка». Троцкий доставил руководству лагеря много хлопот, ведя коммунистическую пропаганду среди немецких заключённых, за что комендант Моррис посадил его в качестве одиночного заключения в старую доменную печь литейного завода. После окончания Первой мировой войны Моррис снова ушёл в отставку.

### Личная жизнь
В 1902 году Моррис женился на Дороти Мэри Уилки, племяннице и приёмной дочери Уолтера Лавертона из Манчестера. У четы Моррисов был один сын — Джон Генри Моррис (род. 4 октября 1908 года).

### В отставке
В 1927 году Моррис переехал в Викторию и поселился на 2100 Брайтон-авеню (Ок-Бэй), где спокойно жил, увлекаясь стрельбой, охотой и рыбалкой.
15 сентября 1929 года в газете «The Colonist» было опубликовано письмо «Стремительная ситуация», в котором Моррис защищал политику Ассоциации парков Колдвуда, управляющим которой он в то время был. 11 августа 1933 года там же было напечатано ещё одно из его писем под названием «В Великой войне», ставшее отповедью мистеру Мартину из Ок-Бэя, утверждавшему, что британцы не составляли даже 50 процентов состава Первой Канадской дивизии. Моррис привёл официальные данные, показывающие, что из 54 673 солдат данного подразделения 42 195 человек были родом из Великобритании, и только 12 418 человек родились в Канаде, что составляло соответственно 77 процентов британцев и 23 процента канадцев. 12 июня 1934 года «The Colonist» опубликовал другое письмо Морриса, в котором он рассказал о своей карьере в ответ на публикацию Гордона Синклера о путешествии по Западной Африке:

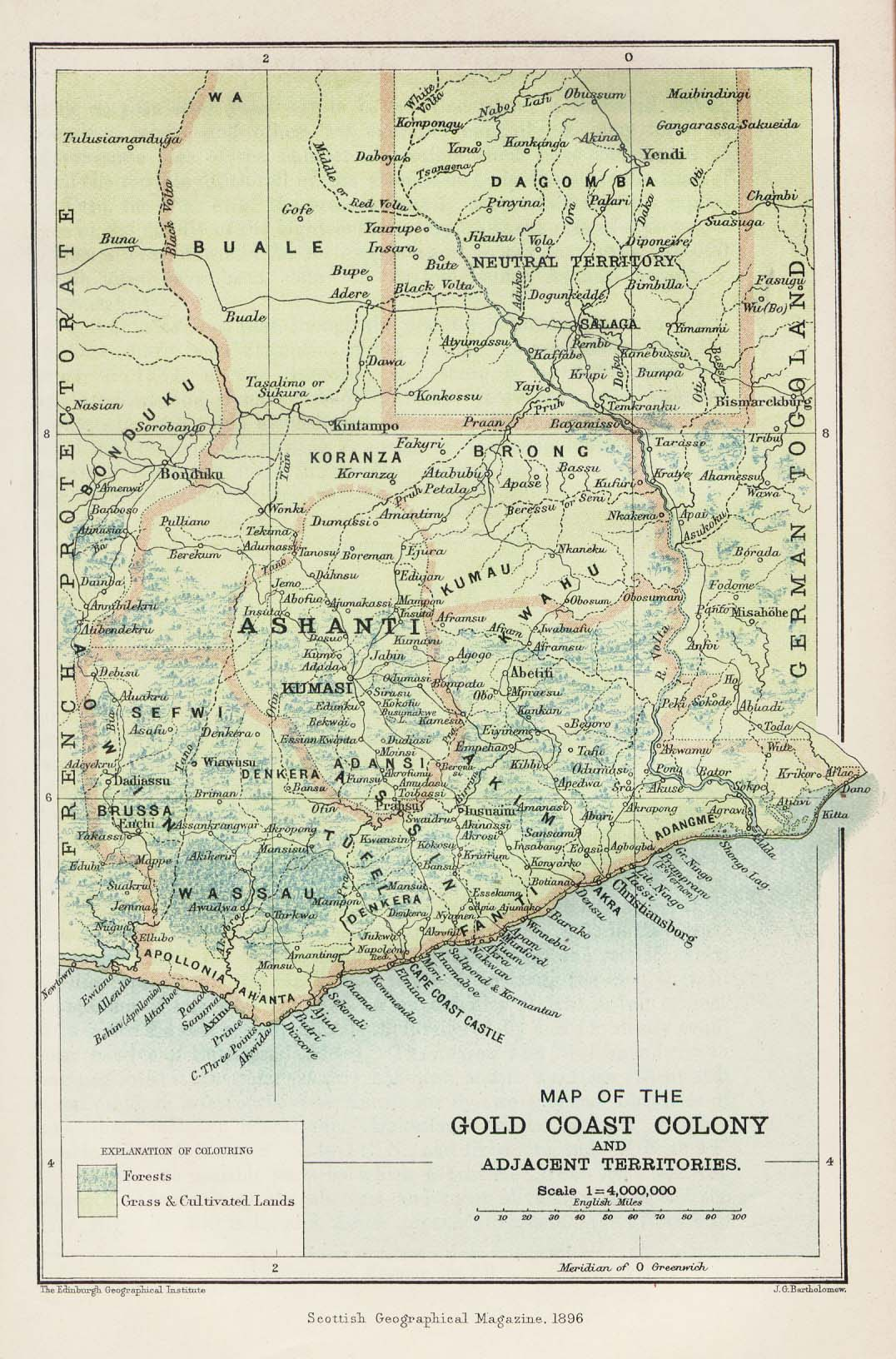
Карта Британского Золотого берега

Сэр — Являясь в течение пяти лет главным комиссаром северных территорий Золотого берега, уходящего вглубь на 100 000 квадратных миль, я кое-что смыслю в Западной Африке и прошу разрешить выразить решительный протест против той абсолютной чепухи, высказанной М-ром Гордоном Синклером. Судя по его описанию Коронных колоний Золотого берега и Нигерии, можно было бы предположить, что в этих колониях нет никого, кроме шаманов и их жертв, а большая часть жителей являются Магометанами. Обе колонии являются наиболее ценным достоянием Британской Короны, о чём свидетельствуют следующие цифры, взятые из Affaiss of West Africa М-ра Э. Д. Мореля: общая стоимость британской продукции и изделий, отправленных британскими владениями в Западной Африке в течение пяти лет в период 1896—1900 годов составила почти 10 000 000 фунтов стерлингов, а общая стоимость сырой продукции, импортируемой Великобританией из Британской Западной Африки за тот же период, составила более 11 000 000 фунтов стерлингов. С тех пор, как экспорт, так и импорт значительно увеличились. М-р Синклер действительно полагает, что люди поверят, что каждый год от проклятия Вуду в Западной Африке гибнет 200 000 человек, как указано в The Colonist от 9 июня"? Подобные утверждения могут существовать лишь в его собственном воображении, или исходить из уст подвыпившего пляжного бродяги. Он также, похоже, не осознает того факта, что Лагос является столицей Британской Нигерии, а не Французской, как им заявлено.
Оригинальный текст (англ.)Sir — Having been five years the chief commissioner of the northern territories of the Gold Coast, a hinterland of nearly 100,000 square miles, I have some knowledge of West Africa, and would ask to be allowed to stoutly protest against the unmitigated nonsense talked by Mr Gordon Sinclair. Judging from his description of the Crown colonies of the Gold Coast and Nigeria, one would imagine that these colonies contained nobody except witch doctors and their victims, whereas a large proportion of the inhabitants are Mohammedans. Both colonies are most valuable possessions of the British Crown, and the following figures may be of interest, taken from Affaiss of West Africa by Mr E. D. Morel: The total value of British produce and manufactures shipped to the British possessions in West Africa in the five years 1896-1900 amounted to nearly £10,000,000 while the total value of raw produce imported by Great Britain from British West Africa during the same period amounted to over £11,000,000. Since that time both exports and imports have increased enormously Does Mr Sinclair really suppose that people are going to believe that 200,000 persons die every year under the Voodoo curse in West Africa, as stated in The Colonist ofJune 9? Such a statement as this can exist in his own imagination only, or come from the lips of a drunken beach comber. He also does not appear to be aware that Lagos is the capital of British Nigeria, not French, as stated by him.

### Смерть и похороны
Артур Генри Моррис скончался в 13 декабря 1939 года в возрасте 77 лет после короткой болезни в Юбилейном госпитале в Виктории, оставив после себя вдову и сына в Нанаймо, а также двух братьев и трёх сестёр в Англии. Прощание с Моррисом прошло 16 декабря в похоронном доме S. J. Curry & Son. Среди тех, кто нёс гроб на его похоронах, был бывший командующий Армией Канады генерал-лейтенант сэр Перси Лейк. Похоронен в парке Роял-Ок.